# Stade de Luganville
Le Stade de Luganville (anglais : Luganville Stadium) est un stade polyvalent situé à Luganville, une ville du Vanuatu. Le stade a une capacité de 6 750 places.

## Histoire
Le stade est principalement utilisé pour les matchs de football. Il s'appelait Stade Chapuis jusqu'en 2013. Le stade a été rénové à deux reprises, en 2010 et 2013.
En 2016, ce stade a été utilisé pour le Championnat d'Océanie de football des moins de 20 ans 2016 et pour les Jeux nationaux de Vanuatu 2016. En 2024, il sera utilisé pour la Coupe d'Océanie de football 2024. Les matchs de groupe du groupe B sont prévus pour ce tournoi.